# Mordellistena biroi
Mordellistena biroi es una especie de coleóptero de la familia Mordellidae.

## Distribución geográfica
Habita en Hungría.